# گرت نف
گرت نِف (زاده ۱۲ آوریل ۱۹۸۴ میلادی) مدل اهل کشور آمریکاست.وی عمده شهرت خود را مدیون همکاری سال‌های اخیر خود،با برند کلوین کلاین است.